# SN 2011fi
SN 2011fi – supernowa typu II-P odkryta 27 sierpnia 2011 roku w galaktyce NGC 1954. W momencie odkrycia miała maksymalną jasność 17,80m.